# Horseshoe Mountain
Der Horseshoe Mountain (englisch für Hufeisenberg) ist ein 2514 m hoher Berg im ostantarktischen Viktorialand. Er ragt westlich des Mount Fleming an der Nordflanke des Kopfendes des Taylor-Gletschers nahe dem Rand des Polarplateaus auf.
Teilnehmer der Discovery-Expedition (1901–1904) unter der Leitung des britischen Polarforschers Robert Falcon Scott benannten ihn nach seiner Form.